# Nitinol

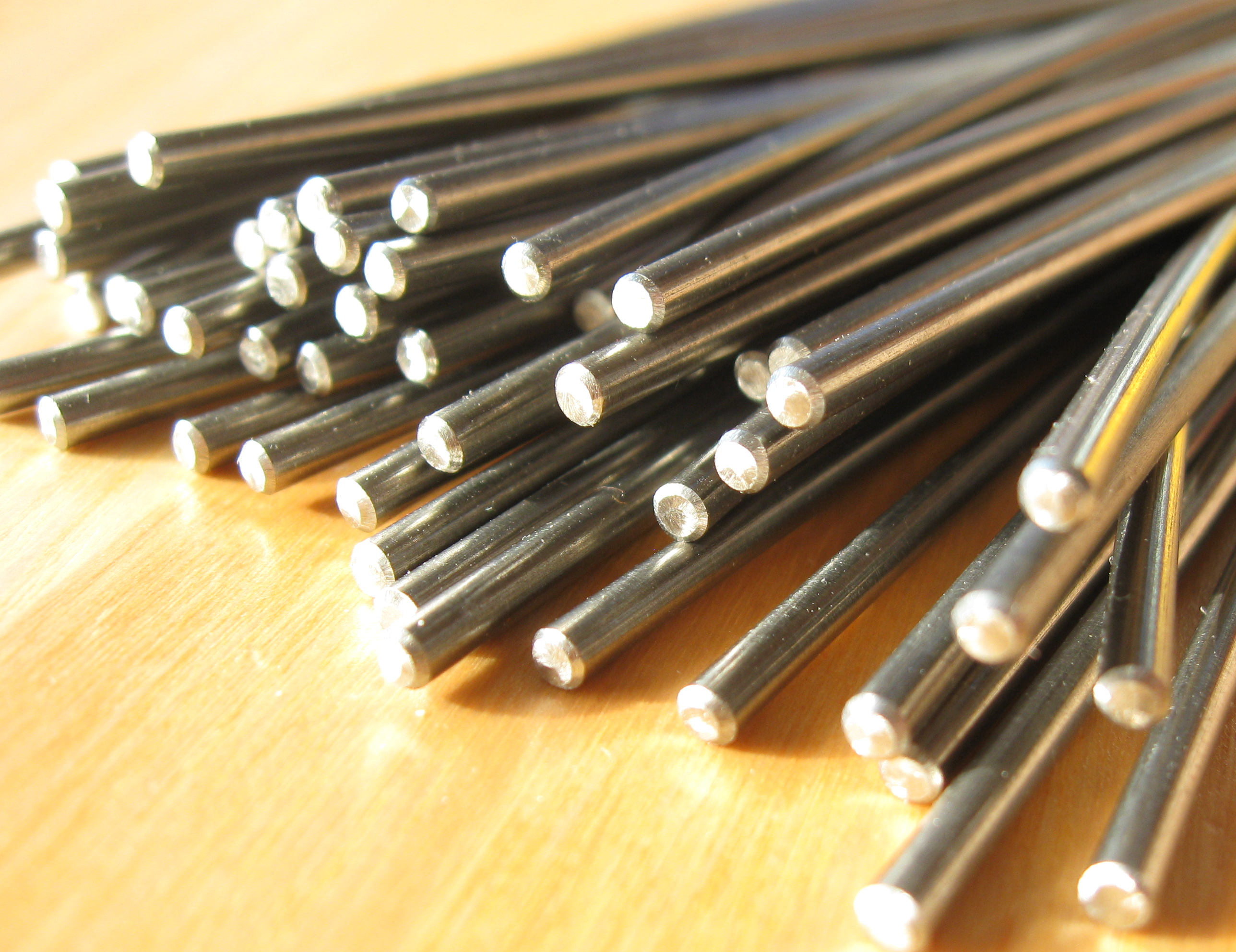
Nitinoldraht

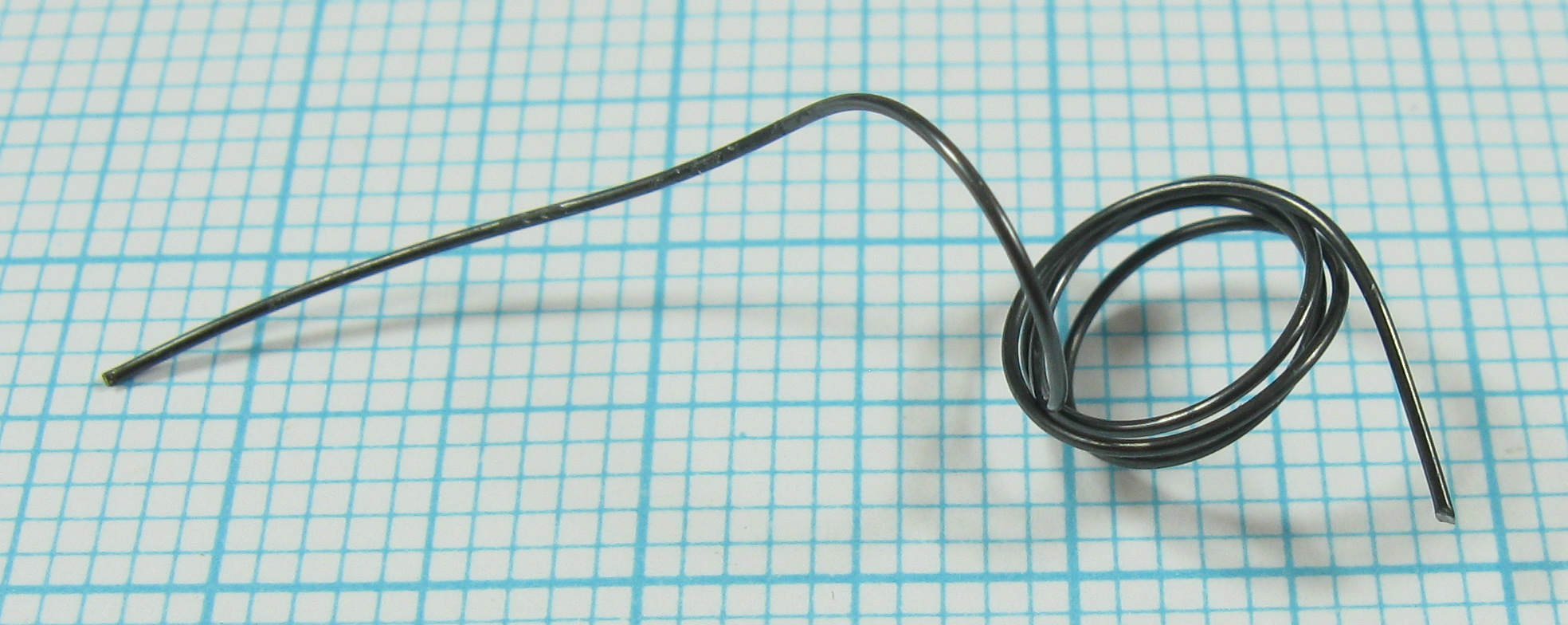
Nitinoldraht geglüht, Oberfläche mit schwarzer Oxidschicht bedeckt

Nitinol ist eine Nickel-Titan-Legierung und der bekannteste Vertreter der Formgedächtnis-Legierungen. Der Name Nitinol ist ein Akronym für Nickel Titanium Naval Ordnance Laboratory. Nitinol wurde 1958 am Naval Ordnance Laboratory (USA) von William J. Buehler und Frederick Wang entwickelt.
Nitinol ist die intermetallische Phase NiTi mit einer geordnet-kubischen Kristallstruktur, die sich von der von Titan und Nickel unterscheidet. Es besteht zum Großteil aus Nickel (ca. 55 %), einem weiteren großen Teil Titan. Die Legierung ist bis 650 °C verwendbar, korrosionsbeständig und hochfest, dabei jedoch bis ca. 8 % pseudoelastisch verformbar.
Über das Legierungsverhältnis lässt sich die Transformationstemperatur beeinflussen. Legierungen mit einer tiefen Transformationstemperatur von z. B. 0 °C werden umgangssprachlich superelastisch genannt. Bei Raumtemperatur verhält sich superelastisches Material ähnlich wie Federstahl. Ein typischer Einsatz ist wegen der großen Verformbarkeit und der guten Korrosionsfestigkeit chirurgisches Werkzeug, Endoskope oder Implantate wie Stents und künstliche Herzklappen. Eine Legierung mit einer hohen Transformationstemperatur von z. B. 80 °C wird umgangssprachlich auch Memory Metall oder Formgedächtnismetall genannt. Gegenstände aus dieser Legierung können bei Raumtemperatur mit geringem Kraftaufwand verbogen werden. Über die Transformationstemperatur erwärmt, nehmen sie wieder die ursprüngliche Form an. Die Grundform kann durch Glühen bei ca. 500 °C eingeprägt werden. Ein bekanntes Beispiel ist die Nitinol-Büroklammer, die als Anschauungsobjekt gebraucht wird, jedoch keinen praktischen Nutzen hat. Typische Anwendungen sind Roboter-Aktoren und Ventile.
Nitinol ist teuer, da das Legieren unter Vakuum erfolgen muss und bereits geringe Verunreinigungen die gewünschten Materialeigenschaften negativ beeinflussen. Wegen des hohen Preises wird Nitinol nicht in Massenprodukten eingesetzt.
Nitinol ist sehr hart. Drähte können mit robusten Drahtscheren geschnitten werden. Normale Seitenschneider oder Scheren eignen sich nicht. Die Formgebung erfolgt durch Schleifen oder Elektroerosion. Drähte werden mittels Durchziehen hergestellt. Zwischen den Ziehvorgängen wird der Draht weichgeglüht.

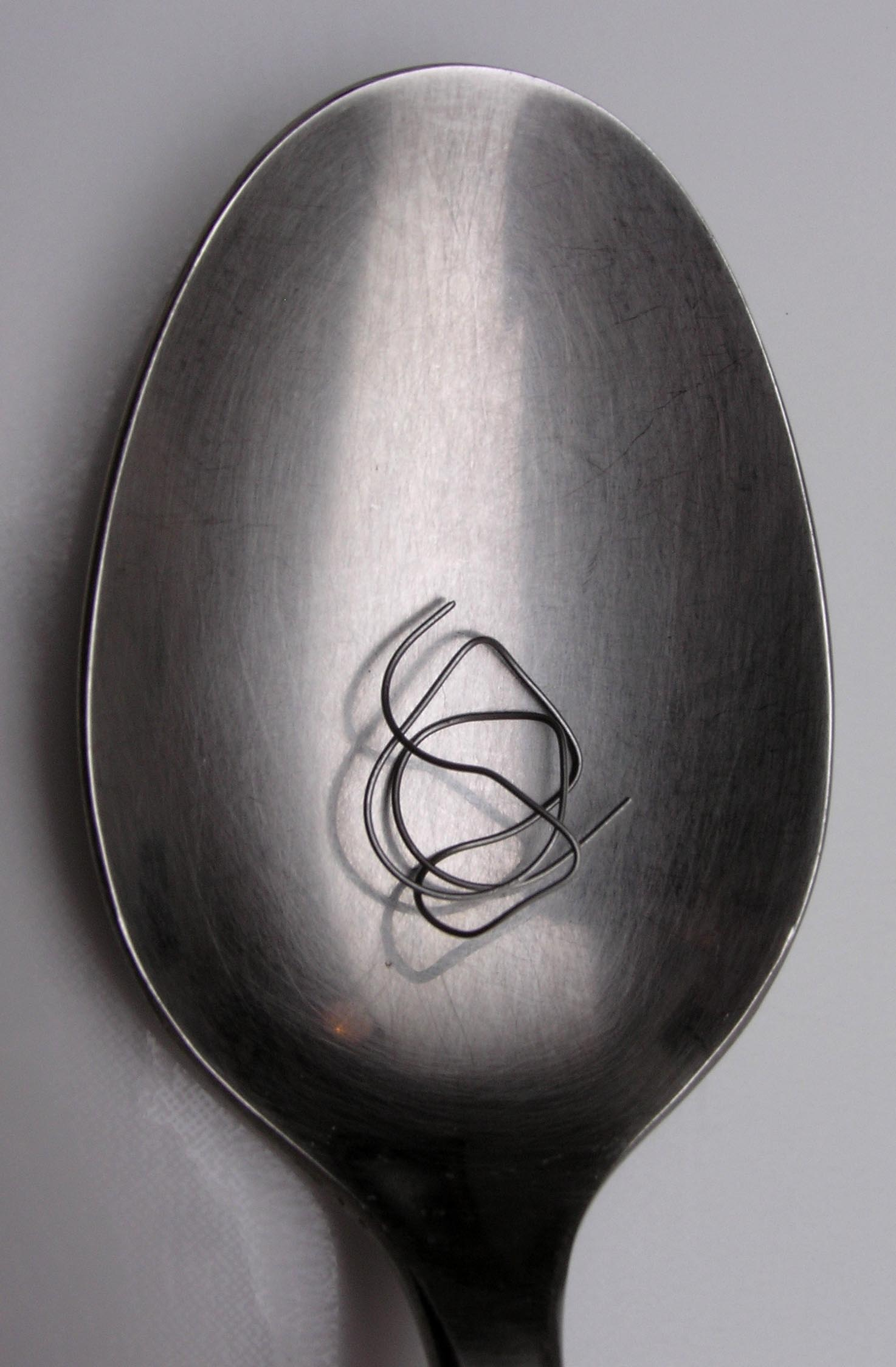
Büroklammer aus Nitinol verbogen, bei Raumtemperatur
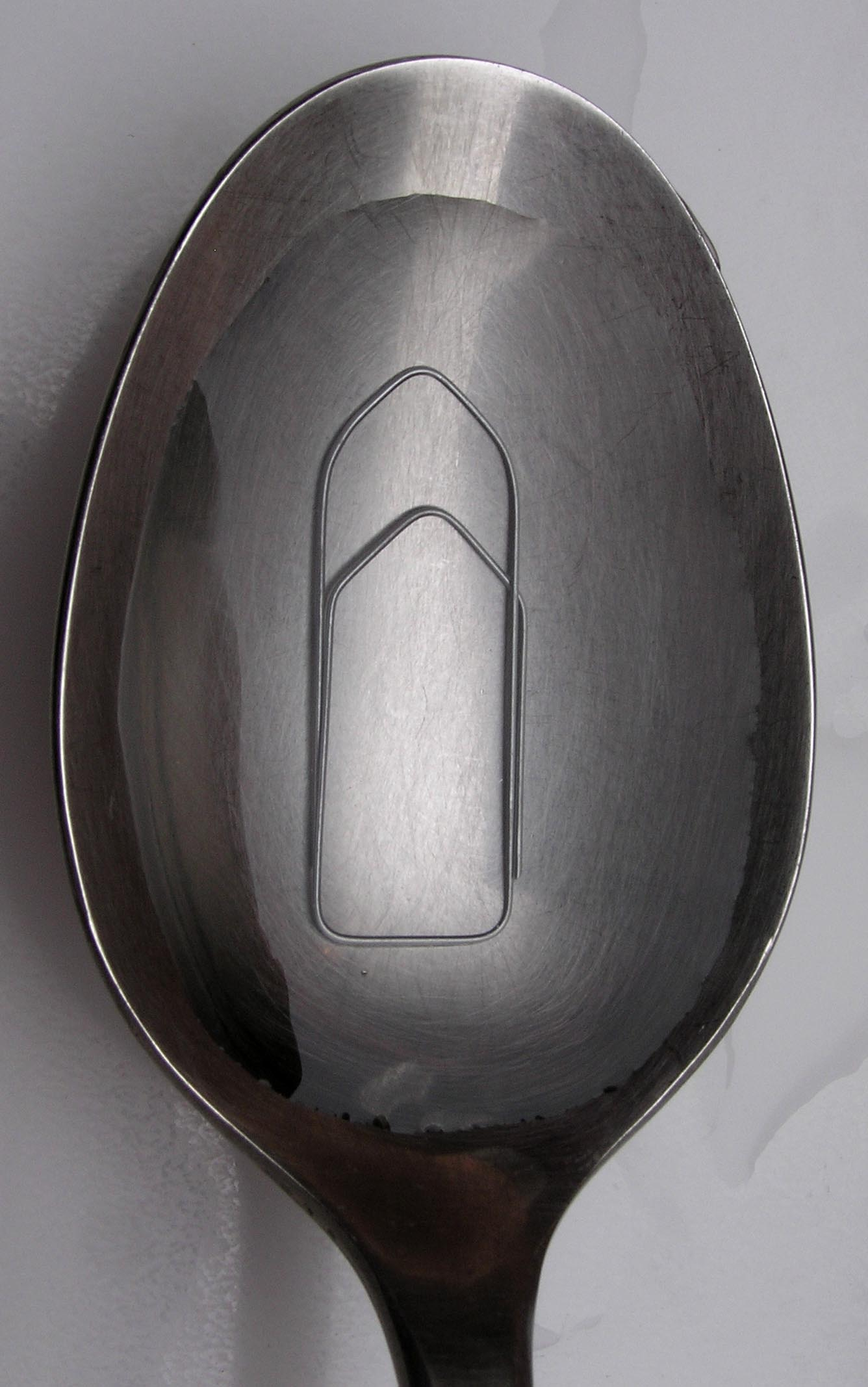
Büroklammer aus Nitinol in heißem Wasser, wieder in Büroklammer-Form
- Nitinol-Motor, angetrieben von einem Teelicht

## Eigenschaften
- Dichte: 6450 kg/m³[3]
- Schmelztemperatur: 1240–1328 °C[3]
- Nitinol ist nicht-ferromagnetisch und besitzt eine geringere magnetische Suszeptibilität als Edelstahl und eignet sich deshalb für alle bildgebenden Verfahren (Patienten mit Nitinol-Implantaten und Stents können also ein MRT bekommen).